# Pieter Langendijk
Pieter Langendijk (Haarlem, 25 de juliol de 1683 - 18 de juliol de 1756) va ser un dramaturg i poeta neerlandès.
Langendijk va ser popular com a escriptor de comèdies. Les seves obres van preparar el camí al drama burgès holandès. Langendijk utilitza les tradicions de la farsa popular.

## Comèdies
- 1696/1711. Don Quichot op de bruiloft van Kamacho (Don Quixot a les noces de Camacho)
- 1712/14. De wederzijdsch huwelijksbedrog (Engany matrimonial mutu)
- 1714. Het wederzyds huwcluksbedrog
- 1715. Wistkunstenaars (Artista del saber)
- 1715. Krelis Louwen
- 1720. Quincampoix of de windhandelaars